# سیلور (فیلم)
سیلور (انگلیسی: Silver) فیلمی ژاپنی در ژانر جنایی به کارگردانی تاکاشی میکه است که در سال ۱۹۹۹ منتشر شد.
داستان فیلم درباره جون شیروگانه، قهرمان کاراته و کشتی‌گیر خوش‌اندام است که توسط مینامیدا، مامور مخفی‌ای که از قضا معشوق سابقش است، استخدام می‌شود تا با مجرمان مبارزه کند.